# Mihai Dăscălescu
Mihai Valentin Dăscălescu (n. 20 decembrie 1976, Hunedoara) este un fost jucător român de fotbal, care a jucat pe postul de atacant pentru echipe precum Corvinul, Astra, Rapid, Petrolul și FC Brașov. În prezent este președintele clubului FC Unirea Alba Iulia.

## Legături externe
- Mihai Dăscălescu la romaniansoccer.ro
- Mihai Dăscălescu la transfermarkt.com